# 吉星镇
吉星镇，原为吉星乡，是中华人民共和国四川省遂宁市蓬溪县曾经下辖的一个镇。2019年9月，撤销吉星镇，将其所属行政区域划归鸣凤镇管辖。

## 行政区划
吉星镇撤销前下辖以下地区：
吉庆社区、铜钱村、牛王村、盐井沟村、库楼村、猴子石村、梨树垭村、双朝门村、双古井村、白虎村、寒坡岭村、桂枝村、金盆石村、马鞍山村、华祥沟村、寨子坡村、田沟村和王家坪村。